# 賈詡

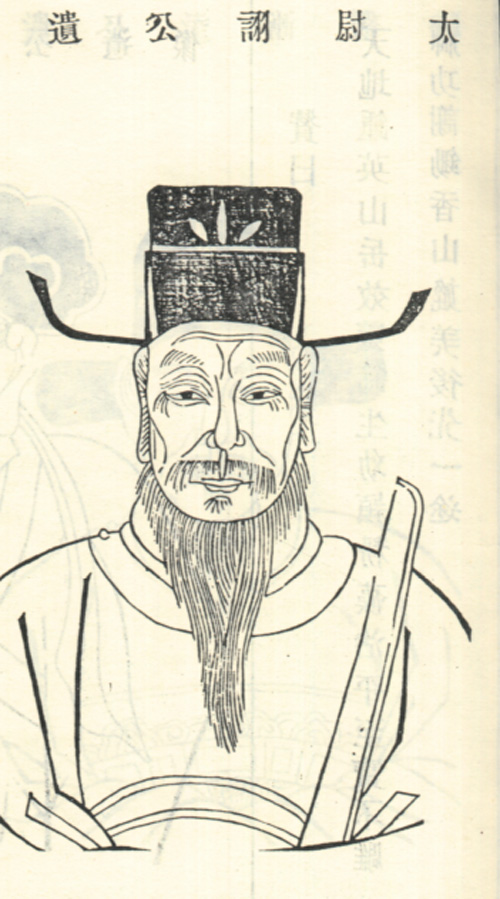
賈詡の肖像画

賈 詡（か く）は、中国後漢末期から三国時代にかけての政治家。字は文和（ぶんか、ぶんわ）。涼州武威郡姑臧県の人。董卓・李傕・段煨・張繡に仕えた後、曹操・曹丕の2代にわたり重臣として活躍した。前漢の長沙王太傅賈誼の末裔で、先祖を同じくする賈逵とは遠縁に当たる。『元和姓纂』によれば賈誼十三代の孫である。曾祖父は賈秀玉。祖父は賈衍。父は賈龔。子は賈穆・賈訪。孫は賈模。曾孫は賈胤・賈龕・賈疋。『三国志』魏志「荀彧・荀攸・賈詡伝」に伝がある。

## 略歴

### 西方の謀士
若い頃は評価されることがほとんどなかったが、漢陽の閻忠からは「張良・陳平のような智謀の持ち主」と高く評価された。
孝廉に選ばれ郎に就任するが、病気のため辞職した。帰郷の道中、漢の支配に従わない氐族の集団に遭遇し捕らえられた。同行していた数十人が全て殺されたが、賈詡は当時異民族に威名が知られていた涼州三明の一人だった太尉段熲の親族と偽り、「私を殺した後、手厚く葬ってくれれば、我が家が必ず遺体を手厚く引き取ることだろう」と遠回しに脅迫した。氐族側はそれを聞いて驚き、賈詡を解放した。
董卓が洛陽に入ると、賈詡は太尉掾・平津都尉・討虜校尉となり、陝に駐屯する牛輔の軍に付けられた。董卓が呂布・王允らに殺され、牛輔もまた死ぬと、同じく牛輔の下にいた李傕らに策を授け、長安を攻めさせて呂布を追い出し、王允を殺して長安を奪回させた。
長安に入ると左馮翊を担った。李傕らが、封侯や尚書僕射の地位で賈詡の功に報いようとしたが、賈詡はそれを辞退し、尚書となって人事を担当することで人々を助けた。李傕らは賈詡を親しみながらも恐れたという。また、李傕らが仲間割れを始めようとする度に、賈詡がこれを止めていた。しかし、賈詡が母の喪によって官を去り光禄大夫を拝命すると、李傕らが争いを始めたため、長安が破壊された。李傕は賈詡に宣義将軍として復帰するよう願った。李傕らが仲直りした後、献帝が長安を脱出し、大臣たちが殺されずに済んだのは、賈詡の力によるものだった。
献帝が長安を脱出したので、賈詡は印綬を返上し、同郡の段煨が駐屯している華陰に赴いた。しかし段煨が、内心賈詡に実権を奪われることを恐れていたため、これを察した賈詡は南陽郡にいる張繡の招きに応じ、彼に仕えることにした。賈詡の家族が段煨の元に残ったが、賈詡の予想通り、段煨は張繡との関係を気にしてこれを厚遇した。
賈詡は張繡に劉表と同盟することを進言し、自ら劉表と会見した上で、同盟を締結した。

### 張繡の懐刀
建安2年（197年）、張繡は曹操に攻め込まれて降伏した。しかし、曹操が張繡の族父の張済の妻を妾にし、更に張繡を暗殺しようとしたため、張繡は反乱を決意した。張繡は賈詡の計略に従い、張繡軍が曹操軍の陣営を通過する許可を曹操にもらった後、曹操軍を奇襲して大いに打ち破り、曹昂・典韋・曹安民を戦死させた。
建安4年（199年）、曹操と袁紹が官渡で対峙すると、袁紹は張繡を味方に引き入れようとした。張繡がこれに応じようとすると、賈詡は曹操に降るよう進言した。張繡が「袁紹の方が曹操より強大であり、その上曹操とは仇敵の間柄ではないか」と渋ると、賈詡は曹操が天子を擁していること、弱小である曹操だからこそ味方になる勢力を必ず厚遇してくれること、天下を狙う曹操なら個人的な怨恨を水に流すことで、自分の徳を内外に知らしめようとするに違いないこと、を理由に挙げた。張繡が賈詡の意見に従い曹操に降伏すると、賈詡の言うとおりに曹操は彼らを礼遇した。賈詡は曹操の上奏により執金吾に、次いで冀州牧・参司空軍事に任じられ、以後は曹操の参謀として働いた。

### 曹操の参謀
建安5年（200年）、官渡の戦いで袁紹軍の許攸が降伏し、烏巣に宿営している袁紹軍の兵糧輸送隊の守備が手薄なことを暴露して、そこに奇襲をかけるよう進言してきた。曹操の側近たちの多くが許攸の発言を疑ったが、賈詡は荀攸と共にこの意見を支持した。曹操は彼らの意見に従い、自ら歩騎5千人を指揮して奇襲を成功させ、烏巣の袁紹軍を大破した。後に、曹操が冀州を平定し牧となると、賈詡は太中大夫に転任した。
建安16年（211年）、曹操が馬超・韓遂の連合軍と潼関で戦った時（潼関の戦い）、賈詡は曹操に離間の計を進言して、馬超と韓遂を不和にさせ、彼らを撃破することに成功した。
当時、曹操の後継者を選ぶにあたって、家臣の間では嫡子である曹丕派と、文才に優れた曹植派とに分かれ、盛んに議論が起きていた。曹操から諮問を受けた賈詡は即答せず、ただ「袁紹と劉表の事を考えておりました」とだけ答え、袁・劉両家が強大な勢力を誇りながらも、長子以外を後継者にしたことで国を分裂・混乱させ、その結果、外敵（曹操）に滅ぼされた事を暗に示唆した。賈詡の助言を聞いた曹操は大笑いし、正式に嫡子の曹丕を太子と定めた。
賈詡は、自らが古参でもないのに策謀に長けていることから、疑われることを恐れて門を閉ざし、私的な交際をしなかった。天下の智者はこのことを語り、賈詡のところに集まった。

### 魏の重臣
建安25年（220年）、曹丕は曹操の後を継いで魏王になると、賈詡に感謝し三公の一つである太尉に任命した。『荀勗別伝』によれば、不適任であるとして、孫権に笑われたという。
話は前後するが、赤壁の戦いの直前には曹操に対して、まず占領して間もない荊州の足場を固め、孫権に対し万全の体制を築いてから、降伏を勧めるように献策している。また曹丕（文帝）から蜀漢・呉に対する戦略を問われた時も、「どちらも小国とは言え、蜀の劉備は優れた手腕を持ち、諸葛亮が良く国を治めております。呉の孫権は真偽を見抜く力を持ち、陸遜が情勢の変化をしっかりと押さえております。今ここの群臣を見回しても劉備と孫権に匹敵する者はおりません。今は文を先とし、武を後にすべきかと存じます」と、性急な侵攻の不可を説いている。曹操・曹丕はいずれも賈詡の献策に従わず兵を進めたが、勝利を収める事ができなかった。しかし裴松之は、曹操の判断が正しく、賈詡の策は誤りだと述べている。
「文帝紀」によると、黄初2年6月晦（221年8月5日）に日食があり、所轄の役人が太尉であった賈詡を免職にするよう上奏した。曹丕は、この上奏に対し「天変地異を理由に三公を弾劾してはならない」という詔勅を出している。また、曹丕が三方面から呉を攻撃するとそれに従軍した。賈詡は、朱然との江陵での戦いで魏軍は戦死者も数多出ていると述べている。
黄初4年（223年）6月、77歳で病死し、粛侯と諡された。
同時期に三公となった華歆や王朗をはじめ、多くの者が曹操の廟園に功臣として祭られたが、賈詡は曹昂や典韋を死に追いやったためか、祭られることはなかった。
『隋書』経籍志には、彼の手による『孫子兵法』・『呉起兵法』など兵書の注釈書が存在していたことが記されている。

## 三国志演義
小説『三国志演義』においても、機知に長ける参謀として活躍する。李傕らへの献策、献帝への接近、張繡に対する曹操への奇襲策、曹操への帰順の進言、潼関の戦いにおける離間の計、曹操への家督相続に関する助言、文帝下での活躍など、主要なエピソードが史実通りに描かれている。

## 評価
陳寿は、荀攸と賈詡について「打つ手に失策が無く、事態の変化に通暁していたと言ってよい。前漢の張良や陳平に次ぐ」と高く評価している。
一方、『三国志』に注を施した裴松之は、賈詡が董卓の死後、李傕・郭汜たちの逃亡を止め、長安攻略を進言したことについて「悪の権化である董卓が獄門台に曝され、ようやく中原が平和になろうとしていたのに、災いの糸口を重ねて結び直し、人民に周末期と同じ苦難を強いたのは、全て賈詡の片言に拠るものではないか」と、痛烈に批判している。賈詡の列伝が、荀彧や荀攸と並列されていることに対しても「（賈詡のような人物は）程昱・郭嘉らの伝と一緒に編入すべきであり、荀彧・荀攸と同列にするのは類別を誤っている」と、厳しい評価を加えている。

## 先祖と子孫
『元和姓纂』では遠い先祖について「唐叔虞の少子公明は康王に賈に封ぜらる。後、晋の滅ぼす所となり、国を以て氏と為す」といい、元々は姫氏であったが、晋に賈国が滅ぼされたので賈氏に改姓したのだという。
近い先祖は前述の通り前漢の賈誼で、賈詡と同様に謀略に長けており、諸侯の勢いを削ぐために分家を作らせる計略などを行ったが、太平の世であったために手腕が振るえず、長沙王太傅という閑職に左遷されて失意のまま没している。後の明の儒学者王夫之は「賈誼のように優秀な人物でも太平の世では何も出来ない」と残念がっている。
『元和姓纂』によれば、賈詡の子の賈璣は長楽令になったので、他の賈氏と異なり「長楽賈氏」を称したという。『新唐書』巻七十五・表第十五下・宰相世系五下によれば、唐代には子孫が栄え、二人の宰相を出すほどであった。有名な子孫には唐の玄宗期の太子舍人賈曾と、その息子で唐詩選にも詩が掲載された詩人賈至がいる。また、『新唐書』宰相世系五下によると唐の徳宗期の宰相で地理に通じ、多数の地図を作った賈耽も子孫で、甘露の変で宦官に殺害された賈餗も子孫であると言うが、賈餗は謀反人とされたために子孫も処刑されており、系譜も宰相世系五下から外されている。